# Tell Me Baby
«Tell Me Baby» es un sencillo de Red Hot Chili Peppers, el segundo del doble álbum Stadium Arcadium, lanzado el 17 de julio de 2006. Es la segunda canción del disco Mars del álbum. Consiguió ser número uno en el Billboard Modern Rock Chart durante cinco semanas. Esta canción tiene una melodía funky, similar a las de la época anterior a Blood Sugar Sex Magik o anteriores, con versos cortos y un bajo bastante fuerte, aunque el estribillo es más melódico.

## Videoclip
El vídeo musical para la canción fue dirigido por Jonathan Dayton y Valerie Faris, que ya han dirigido muchos videos de la banda. En el video salen ellos y algunos fanes de la banda tocando los instrumentos o cantando. Se van sucediendo varios clips donde los fanes y John, Anthony, Chad y Flea van saliendo tocando en grupos de 4 o solos y al final del video salen todos juntos para terminar la canción. Flea opinó sobre el video que "Es el mejor video que hemos hecho, Jonathan y Valerie entrevistaron a gente de California, y el video en si fue muy divertido". El videoclip de Tell Me Baby está hecho para representar como son las audiciones y como es difícil hacer negocios con la música. También muestra el lado más agradable de la música si tú la haces o la estás tocando por diversión.

## Canciones

### CD versión 1
1. «Tell Me Baby» – 4:07
2. «A Certain Someone» – 2:25

### CD versión 2
1. «Tell Me Baby» – 4:07
2. «Mercy Mercy» – 4:01
3. «Lyon 06.06.06» (Live) – 03:53

### 7" Picture Disc
1. «Tell Me Baby» – 4:07
2. «Mercy Mercy» – 4:01

## Posicionamiento
| Listas                       | Posición |
| ---------------------------- | -------- |
| ARIA Top 50 Singles Chart    | 20       |
| Canadian BDS Airplay Chart   | 17       |
| Dutch Top 40                 | 18       |
| Perú Top 100                 | 33       |
| UK Top 75 Singles            | 16       |
| U.S. Billboard Hot 100 Chart | 50       |
| U.S. Modern Rock Tracks      | 1        |
| U.S. Mainstream Rock         | 8        |
| World Tracks Top 40          | 18       |
| Billboard Pop 100            | 49       |
| Billboard Hot Digital Songs  | 34       |